# Markkleeberg (Schiff)
Die Markkleeberg ist ein Fahrgastschiff der Personenschifffahrt im Leipziger Neuseenland.

## Geschichte
Das Schiff wurde 2014 unter der Baunummer 203 auf der Lux-Werft in Mondorf gebaut. Es wird für Ausflugsfahrten auf dem Markkleeberger See eingesetzt.

## Technische Daten und Ausstattung
Der Antrieb des Schiffes erfolgt durch zwei John Deere-Dieselmotoren mit jeweils 250 PS Leistung. Das Schiff ist mit zwei Schottel-Ruderpropellern (SRP 100) und einem Schottel-Bugstrahler (STT 010) ausgestattet. Die Stromversorgung erfolgt durch zwei John-Deere-Stromaggregate mit je 100 kW.
Das Schiff ist für 400 Passagiere zugelassen. Das Schiff ist beheizbar und mit einer Klimaanlage ausgestattet. Die Toiletten sind auch mit einem Rollstuhl benutzbar.